# Stora Gårdbergstjärnen
Stora Gårdbergstjärnen är en sjö i Sollefteå kommun i Ångermanland och ingår i Ångermanälvens huvudavrinningsområde.